# Езе на Сени
Езе на Сени (фр. Aisey-sur-Seine) насеље је и општина у источном делу централне Француске у региону Бургундија-Франш-Конте, у департману Златна обала која припада префектури Монбар.
По подацима из 2011. године у општини је живело 212 становника, а густина насељености је износила 16,67 становника/km². Општина се простире на површини од 12,72 km². Налази се на средњој надморској висини од 264 метара (максималној 379 m, а минималној 251 m).

## Демографија
| 1962. | 1968. | 1975. | 1982. | 1990. | 1999. | 2011. |
| ----- | ----- | ----- | ----- | ----- | ----- | ----- |
| 186   | 219   | 150   | 147   | 172   | 196   | 212   |

График промене броја становника у току последњих година